# Доктор Джекилл и мистер Хайд (фильм, 1941)
«Доктор Джекил и мистер Хайд» (англ. Dr. Jekyll and Mr. Hyde) — одна из экранизаций одноимённой фантастической новеллы Роберта Льюиса Стивенсона, страшной мистической притчи о двойственности человеческой натуры.
Постановщик фильма Виктор Флеминг пригласил на главную роль великого Спенсера Трейси, а ведущие женские роли достались красавицам-блондинкам Ингрид Бергман и Лане Тёрнер. Фильм очень далеко отошёл от романа, переставив конец из романа (где Джекилл превращается в Хайда) в начало и придумав другой сюжет. Это даже нельзя назвать экранизацией. Из книги в фильме присутствуют только два эпизода: превращение Джекилла в Хайда, письмо и приход Хайда с рассказом о Джекилле.

## Сюжет
Блестящий учёный доктор Джекилл (Спенсер Трейси) счастливый человек, он собирается жениться на прекрасной Беатрис Эмери (Лана Тёрнер), дочери сэра Чарльза Эмери (Дональд Крисп). Но доктор занимается экспериментами с химическими соединениями, желая изменить душу человека к лучшему. Джекилл принимает свой эликсир, превращаясь в мистера Хайда, крайне злобную, жестокую и агрессивную личность. Это поражает его, но он повторяет опыт, и вновь став мистером Хайдом, отправляется в мюзик холл, где замечает за стойкой девушку Айви Пирсон (Ингрид Бергман), которую ранее со своим другом доктором Джоном Лэнионом (Иэн Хантер) спас от хулигана. Злая натура мистера Хайда даёт о себе знать: он устраивает драку в мюзикл холле и подговаривает хозяина уволить Айви, которую затем увозит с собой. Хайд становится её тираном и мучителем. Несчастная девушка идёт к доктору Джекиллу и тот обещает ей, что больше мистер Хайд не будет тиранить её. Но доктор больше не может контролировать личность мистера Хайда и в ту же ночь, став им, он приходит к ней. Айви больше не может терпеть издевательства мистера Хайда, поднимает шум и пытается сбежать. Хайд устраивает драку и убегает к себе домой, но не может проникнуть в лабораторию, которая заперта. Написав записку Джону Лэниону, он с его помощью проникает в лабораторию, где принимает эликсир с становится самим собой, признавшись тому, что уже не может контролировать личность Хайда. Доктор отправляется к своей невесте Беатрис, которой говорит, что они не смогут пожениться и быть вместе. Девушка приходит в отчаяние, Джекилл превращается в Хайда и Беатриса в ужасе кричит в его объятиях, в комнату вбегает сэр Чарльз и начинает бороться с Хайдом, но тот, убив его тростью, убегает. Полиция выслеживает Хайда до дома, однако там обнаруживает лишь Джекилла. Однако Джон Лэнион, знающий о его превращениях, утверждает, что именно Джекилл совершил преступление. Джекилл говорит: «Я — доктор Джекилл… Я ничего не сделал… Я доктор Джекилл… Я доктор Джекилл… Я ничего не сделал… Я доктор Джекилл… Я доктор Джекилл…» Но тут он превращается в мистера Хайда, начинает драку с полицией и наступает на Джона Лэниона с ножом. Тот стреляет в него из револьвера. Хайд падает, и умирая, превращается в доктора Джекилла.

## В ролях
- Спенсер Трейси — доктор Джекилл/мистер Хайд
- Ингрид Бергман — Айви Пирсон
- Лана Тёрнер — Беатрис Эмери
- Дональд Крисп — сэр Чарльз Эмери
- Иэн Хантер — Джон Лэнион
- Бартон Маклейн — Сэм Хиггинс
- С. Обри Смит — епископ Мэннерс
- Питер Годфри — Пул, дворецкий Джекилла
- Сара Олгуд — миссис Хиггинс
- Фредерик Уорлок — доктор Хит
- Уильям Таннен — стажёр Фенвик
- Фрэнсис Робинсон — Марсия
- Денис Грин — Фредди
- Билли Беван — мистер Веллер
- Форрестер Харви — Старая Прут
- Ламсден Хейр — полковник Уэймут
- Лоуренс Грант — доктор Кортленд
- Джон Барклай — констебль в церкви
- Колин Кенни — констебль
- Лидия Билбрук — Леди Копуэлл
- Алек Крейг — официант

## Производство
Эта картина — не новая версия романа Роберта Льюиса Стивенсона, а прямой ремейк фильма 1931 года с таким же названием. Оба голливудских произведения сильно отличаются от оригинальной литературной основы из-за их большой зависимости от сценической адаптации рассказа Томаса Рассела Салливана в 1887 году.
Фильм находился в разработке компании Paramount Pictures, до того как Флеминг и MGM полностью выкупили права на фильм. Согласно веб-сайту Роберта Луи Стивенсона, который архивируется и сохраняется Британской библиотекой, после приобретения прав на картину, руководители студии MGM «спрятали фильм 1931 года, чтобы избежать конкуренции с ремейком». Версия 1931 года, в связи с действующими правовыми ограничениями и отсутствием легкодоступных копий, была фактически «утеряна» на протяжении более четверти века, и, как правило, не была доступна для повторного просмотра и изучения, вплоть до 1967 года.
Ремейк студии MGM 1941 года был спродюсирован Виктором Савиллем и адаптирован Джоном Ли Маином, по сценарию более раннего фильма Перси Хита и Сэмюэля Хоффенштейна. Партитура была написана Францем Ваксманом при участии Данеле Амфитеатрофа и Марио Кастельнуово-Тедеско. Оператором выступил Джозеф Руттенберг, художественным руководителем был Седрик Гиббонс, а художниками по костюмам — Эдриан и Джайл Стил. Джек Доун создал грим для мистера Хайда.

### Кастинг
Несмотря на то, что он ещё не встретил свою более позднюю коллегу по фильмам — Кэтрин Хепбёрн, (они познакомились в фильме «Женщина года» в 1942 году), Спенсер Трейси изначально хотел, чтобы именно она сыграла роли Бергман и Тёрнер, как «плохую» и «хорошую» женщину, которая затем оказывается одним и тем же человеком.
Первоначально Бергман должна была сыграть добродетельную невесту Джекила, а Тёрнер видели в роли «плохой девочки» Айви. Тем не менее, Бергман, уставшая от игры святых персонажей и боязни типизации, умоляла Виктора Флеминга, чтобы она и Тёрнер поменялись ролями. После тестовых дублей им позволили это сделать.

## Восприятие

### Критика
После предварительного просмотра картины в конце июля 1941 года, в издании «Variety» были отмечены некоторые слабости в развитии персонажей и ситуаций в сюжете фильма; но, в целом, популярная нью-йоркская публикация дала очень положительную оценку. Они предполагали, что фильм станет «одним из главных хитов осеннего выпуска», и уделили особое внимание работе Бергман. Они также сравнили внешность Хайда с его изображениями в интерпретациях новеллы Стивенсона в 1925 и 1931 годах: «...Трейси играет двойную убедительно. Его превращения из молодого врача... в демонического мистера Хайда куда меньше выражены в изменении лица и роста, чем ожидали зрители, вспоминая Джона Берримора и Фредерика Марча в более ранних версиях. То, что может произойти, когда новый «Джекилл» выйдет в общее распространение после 1 сентября, - это признание Ингрид Бергман, как экранной актрисы исключительных способностей ... В каждой сцене, в которой они появляются, она и Трейси, равны как сильные личности на экране».
Что касается недавних откликов на эту версию «доктора Джекилла и мистера Хайда», американский рецензент и историк Леонард Малтин в 2014 году поставил картине «3 из 4 возможных», похвалив, в частности, работы Трейси и Бергман.
На сайте Rotten Tomatoes фильм имеет рейтинг 65%, оценка основана на 20 рецензиях критиков, а средняя оценка составляет — 6,7 из 10.

### Касса
Согласно отчётам MGM, фильм заработал 2 351 000 долларов, и его прибыль составила — 350 000 долларов.